# 이태용 (도봉구의원)
이태용(李泰勇, 1958년 10월 23일 ~ )은 대한민국의 사회복지사 출신 정치인이다. 제6·7·8·9대 도봉구의원을 지냈다.

## 학력
- 한성대학교 대학원 부동산학과 사회과학 석사

## 경력
- 대한공인중개사협회 서울 도봉구지회 지회장
- 새천년민주당 당무위원(2001년 11월 새천년민주당 입당)
- 2009 ~ 2012 경민대학교 부동산경영학과 강사
- 2010.7 ~ 2012.7 제6대 서울특별시 도봉구의회 전반기 행정복지위원회 행정복지위원
- 2010.7 ~ 2012.7 제6대 서울특별시 도봉구의회 전반기 운영위원회 운영위원
- 2010.7 ~ 2012.7 제6대 서울특별시 도봉구의회 전반기 예산결산위원회 부위원장
- 2012.7 ~ 2014.6 제6대 서울특별시 도봉구의회 후반기 행정복지위원회 위원장
- 2014.7 ~ 2016.7 제7대 서울특별시 도봉구의회 전반기 행정기획위원회 행정기획위원
- 2016.7 ~ 2018.6 제7대 서울특별시 도봉구의회 후반기 복지건설위원회 위원장
  - 2019.3 ~ 2020.7 제8대 서울특별시 도봉구의회 전반기 구의회의장
  - 2020년 제21대 국회의원 총선거 서울 도봉 을 지역구 선거대책위원회 공동선대위원
  - 2020.8 ~ 2022.6 제8대 서울특별시 도봉구의회 후반기 복지건설위원회 위원장
- 2022.7 ~ 제9대 서울특별시 도봉구의회 의원
  - 2022.7 ~ 제9대 서울특별시 도봉구의회 전반기 운영위원회 운영위원
  - 2022.7 ~ 제9대 서울특별시 도봉구의회 전반기 복지건설위원회 복지건설위원

## 역대 선거 결과
|  | 14.10% |

|  | 28.64% |

|  | 24.84% |

|  | 59.46% |

|  | 43.87% |